# مرمت و بازسازی بنا

خانه حاج رضا خان در محله عودلاجان تهران

مرمت بنا یا بازسازی بنا یا مرمت بناهای تاریخی (به انگلیسی: Building restoration)، شاخه‌ای از هنر معماری است که بر پایه شناخت و مطالعه بناها و بافت‌های تاریخی و آثار باستانی، به احیا کردن فضاهای تاریخی به لحاظ کالبدی، ساختاری و عملکردی می‌انجامد. "رشته مرمت بناهای تاریخی، یک میان رشته  است که از سویی ریشه در رشته های هنری دارد و از سوی دیگر با گرایشی که به معماری و سازه دارد، جزو رشته های مهندسی به حساب می آید؛ همچنین پیوند ناگسستنی با تاریخ و باستان شناسی دارد، اما در زمینه تخصصیِ خود، منحصر به فرد می‌شود."
این هنر که شاخه‌ای آمیخته از دانش، تکنولوژی، مهندسی و هنر معماری می‌باشد شامل شکل‌ها و سطوح گوناگونی از پژوهش و تحقیق در باب هنر و معماری تاریخی است و در مقیاس‌های گوناگونی می‌توان آن را تعریف و معنا کرد.

## تعاریف علم مرمت
مرمت واژه‌ای است کلی و مشخص، مداخله‌های فنی-عملی که به منظور تضمین تداوم زمانی یک اثر هنری صورت می‌گیرد.

## تعریف مفاهیم مرمت
مهم‌ترین مفاهیم به کار رفته در مرمت شامل نوسازی، بهسازی و بازسازی است که روی هم مداخله را معنا می‌کنند.

### بهسازی
سلسله اقداماتی که به منظور بهبود کالبد در کوتاه‌مدت صورت می‌گیرد و شامل چهار اقدام تعمیرات، حفاظت، حمایت و استحکام‌بخشی بوده که روی هم مفهوم فیزیکی بهسازی را توان‌بخشی معنی می‌کنند.

### نوسازی
مجموعه اقداماتی که ساختارهایی نو را به جای بناهای قدیمی می‌نشاند یا جلوه بسیار نو به آن می‌دهد.

### بازسازی
به معنای بازسازی مکانیکی و بدون در نظر گرفتن ابعاد فکری و نظری نو پرداز یک وضعیت ساختاری معماری یا شهرسازی تخریب شده‌است.

## انواع مرمت و سبک‌های آن
از سال ۱۸۴۰ به بعد، دو نوع نظریه مرمت به وجود آمد:

### نوع اول
یک مرمت که عبارت بود از حفاری بناهای دوران کلاسیک، سوار کردن اجزا و المان‌های آن‌ها و نیز فرم دادن به این بناها جهت بازدید سیاحان و مطالعه محققین که به آن مرمت علمی و آرکئولوژیک می‌گویند. بناهای نوع اول مربوط به دوران کلاسیک خصوصاً یونان و روم هستند بنابراین عملکرد آن‌ها در طی تاریخ عوض شده و فقط جهت مطالعه و تحقیق نگهداری می‌شوند.

### نوع دوم
نوع دوم مرمت که در آن مرمت‌کننده به خود اجازه می‌دهد قسمت‌هایی از بنا را که از بین رفته یا اصلاً وجود نداشته با فانتزی خود مجدداً در بنا به وجود آورد و بازسازی کند که به آن مرمت آرتیستیک یا هنری می‌گویند. بناهای نوع دوم مربوط به دوران گوتیگ و رنسانس و غیره می‌شوند.
تمیز و تشخیص و تقسیم‌بندی هدف‌ها و نیازهای بنیادی گونه گونی که محرک اصلی مرمت معماری اند، برحسب تفاوت‌هایی که با هم دارند به اتکاء تجارب موجود و مباحثی که کم یا بیش در کتب و نشریه‌های معتبر مربوط به مرمت معماری آمده‌اند، نمایانگر و روشنگر روش‌های شناخته، ثبات یافته و قابل تعمیم مرمت معماری‌اند. این تقسیم‌بندی عبارت است از:

### مرمت حفاظتی
هدف اصلی آن نگهداری و حفاظت از بنا است. در مرمت حفاظتی میزان مداخله در شکل و شرایط موجود تا آن اندازه است که بتواند استمرار شباهت بنای مرمت شده را در وضع موجود آن نسبت به وضع پیشین اش به دست دهد. در این روش ادعایی بر انجام تصمیم فوق‌العاده‌ای چه فنی چه هنری فلسفی وجود ندارد.

### بازسازی سبکی یاآناستیلوزی
به بازسازی سبک فضای معماری بناهای متعلق به زمان‌های بسیار دور گویند که میزان ویرانی آن‌ها به حدی زیاد است که از آن‌ها جز عناصر ساختمانی محدود به جای نمانده‌است. بناهایی مورد مرمت آناستیلوزی قرار می‌گیرند که نمایانگر وجود سبک یا شیوه معماری خاصی باشد و از طرفی تکمیل آن‌ها با کذب جلوه کند.

### پاک‌سازی سبکی
ممکن است میزان دخالت و تعداد عناصری یا بخش‌هایی که به بنای اصلی اضافه شده‌اند، از طرف مرمت‌کننده بعدی افراطی یا بی‌مورد تشخیص داده شود. در پی چنین برداشتی، آزاد کردن بنا از عناصری که نسبت به شکل اصلی ساختمان ناهمگن و اضافی تشخیص داده شود اقدام می‌گردد. حکم بر این که آنچه بعدها بر پیکره کالبدی بنا افزوده گشته یا از آن برگرفته شده و به شکل دگر با آن ترکیب شده، و باید از میان رود، در ادبیات مکتوب و معتبر نیم قرن اخیر، امری بسیار بحث‌انگیز و مردود دانسته می‌شود. در این سبک از بازسازی عملیاتی کاملاً برعکس آنچه تاکنون گفته شد صورت می‌گیرد. به دین معنا که هر آنچه که به معماری ما مرتبط نباشد از آن حذف می‌گردد تا شکل واقعی خود در گذشته را حفظ کند. با بررسی کامل بنا قطعات و عناصر اضافه بنا حذف می‌گردد.

### مرمت تکمیلی یا الحاقی
بازسازی بخش‌های از دست رفته بنای قدیمی به منظور تکمیل موجودیت کالبدی و کاربردی بنا و به خاطر شرکت دادن آن در زندگی عمومی محیط صورت می‌گیرد.

### باززنده‌سازی یا مرمت تاریخی
به این ترتیب که نقش تاریخی بنا تعیین‌کننده چگونگی مرمت خواهد بود. درعمل، این نوع باززنده‌سازی از راه در هم آمیختن آناستیلوزی، آزاد کردن بنا از بخش‌های غیر اصیل ونیز مرمت تکمیلی شکل می‌گیرد.

### مرمت استحکامی
مداخله در وضع کالبدی بنا برای استحکام بخشیدن و تضمین پایداری مجموعه‌های ساختمانی صورت می‌گیرد.

### مرمت جامع
در این نوع مرمت اقدامات برای برپایی و حفاظت و باززنده‌سازی بنا انجام داده می‌شود و ممکن است تمام سبک‌ها مورد استفاده قرار گیرد. در این نوع مرمت علاوه بر برپایی و نگهداری بنا، عملکرد و احیای ان بنا نیز اهمیت دارد.

## مرمت بناهای تاریخی چیست؟
یکی از عوامل مهم و ارزشمند در ارتباط با شهرها، بافت‌های تاریخی آن‌ها هستند. اجزای بافت تاریخی، ساختمان‌ها و الگوهای شکل‌گیری و تراکم‌ها در هر بافت تاریخی، نشان‌دهنده نحوه زندگی اجتماعی ساکنین آن شهر می‌باشد. نادیده گرفتن یک بافت تاریخی به مرور زمان و با توجه به ارزش بالای ساختمان‌های آن، ممکن است منجر به از دست رفتن و نابودی هویت اصلی آن شهر گردد. با توجه به اینکه صنعت گردشگری به طور گسترده توسعه یافته و رشد کرده است، می‌توان با حفظ بافت‌های تاریخی شهرها، به تقویت اقتصاد گردشگری کمک کرد.
بافت‌های تاریخی ایران دارای پتانسیل بسیار زیادی هستند که به نظر مناسب وارد جذب گردشگر می‌شود. اروپایی‌ها با مرمت و بازسازی این بافت‌ها توانسته‌اند جذابیت بیشتری برای گردشگران ایجاد کنند. در ایران نیز بافت‌های تاریخی نه تنها یک اثر مهم از گذشته هستند، بلکه نماینده‌ای از تاریخ و فرهنگ اهالی آن شهر ها. حفظ و مرمت این بناها و بافت‌ها می‌تواند به طول عمر آنها کمک چشم‌گیری کند و شهرها را زیباتر و جذاب‌تر نشان دهد.

## دوره‌های تاریخی مرمت

### مرمت در قرون وسطی
بازسازی از نظر شکل و فرم بود و توجهی به اصول زیباشناسی و مسائل باستان‌شناسی نمی‌شد.

### مرمت در دورهرنسانس
- استفاده از اثر به صورت مدل
- دستکاری در بنا امری عادی بود (افزودن یا تکمیل قسمتی)
- اصل زیبایی مد نظر معمار بوده
- معماران این دوره عقیده داشتند بنای تاریخی را آنچنانکه می‌بایست باشد (و به عللی ناقص مانده) باید تکمیل نمود.

### مرمت در دورهباروک
اهمیت به بخش مرمت شده به صورتی که اصل اثر در درجه دوم اهمیت قرار می‌گرفت. در این دوره اختیارات زیر را برای مرمت‌کننده داده بودند:
- خلق اثر جدید بخاطر بهره‌گیری از خصوصیات معماری زمان مرمت
- تکمیل اثر هنری با استدلال: ممکن است روزی چنین بوده باشد.
- استفاده از کارهای هنری جدا شده از اثر به صورت عامل تزئینی یا دکور

### مرمت در دورانانقلاب صنعتی
هنرهای سه‌گانه این دوران (معماری ـ نقاشی ـ مجسمه‌سازی) بخاطر اینکه به روی ماهیت اشیاء و تجربه گذشتگان بنیان‌گذاری شده‌اند به صورت یک طبیعت ثانی درآمده‌اند.
سیستم معماری کلاسیک: خصوصیات لازمی راکه ماوراء محدودیت‌های تاریخی قرار دارند در یک کار به‌خصوص متجلی می‌سازد.
در سال ۱۷۳۰م بررسی آثار ماقبل تاریخ در پاریس مورد بحث قرار گرفته شد.
در سال ۱۷۳۲م اولین موزه عمومی مجسمه‌های باستانی در رم در «کامین دولیو» افتتاح شد.
در سال ۱۷۳۹م مجموعه واتیکان در معرض دید عموم قرار گرفت.
در سال ۱۷۵۰م مجموعه‌های هنری در پاریس و لوکزامبورگ در معرض تماشای عموم قرار گرفت.
مکتب «هیستوری‌سیزم» را می‌توان به عنوان لغو ضمنی فرهنگ رنسانس شناخت. یکی از نتایج مستقیم این مکتب تقسیم وظایف معمار است.
در این دوران به عکس قرون وسطیکه طرح از روی مدل اجرایی به وجود می‌آمد، اکنون اجرا می‌تواند خود را با طرح منطبق ساخته و از این راه به هماهنگی برسد.

### مرمت در دورهنیوکلاسیسیسمورومانتیسم
در دوره «نیوکلاسیسیسم» سعی می‌شود که توجه هنرمند به دوره کلاسیک معطوف شده، ارزش حقیقی را فقط متعلق به این مکتب قلمداد نمایند. در صورتی‌که در دوره «رومانتیسم» که دوره بعد از نیوکلاسیسیسم می‌باشد، برای هنری که واقعاً ارزش هنری دارد، ارزش قائل می‌شوند.
طرح نمونه‌های مرمت در دوره «نیوکلاسیسیسم» مشکل است، زیرا یا اصلاً کار مرمت صورت نگرفته یا مرمت آنچنان انجام شده که هیچ تفاوتی با اصل اثر ندارد و تمامی مراحل مطالعه و تحقیق توسط باستانشناسان صورت گرفته و برنامه‌ریزی می‌شده‌است.
مرمت بناهای کلاسیک بخاطر اهمیت دادن به دوره کلاسیک چه برای فروش و چه برای حفظ آثار ـ در صورت نبود مدارک کافی، مرمت حتی با حدس و گمان نیز انجام می‌شد.
روش سلسله مراتب (Filologico): روش علمی که در آن کار مرمت بیشتر به صنعت نزدیک شده تا به هنر و طی آن باستانشناسان با مطالعات علمی اثر را تکمیل می‌کردند و بیشتر توجهشان معطوف به فرهنگ بصری بوده‌است.
مرمت قابل قبول در این دوره: ۱- مرمت از روی سبک‌شناسی (جوانیکازانوا) ۲- رعایت سلسله مراتب (وینکلمن)
ریشه تئوری‌ها و نظریه‌های مرمت معماری را باید در نیمه دوم قرن ۱۸ جستجو کرد.

## استفاده از فناوری‌های نوین در مرمت ابنیه
یکی از جذابیت‌های استفاده از BIM، مفهوم قابلیت پاسخگویی آن به پروژه «از مرحله گهواره تا گور» است که شامل عملیات بهره‌برداری و نگهداری، پس از پایان پروژه می‌باشد. از آنجایی که مدل BIM در حین ساخت، به‌طور مداوم به روز می‌گردد، بنابراین مدل تحویل داده شده به مهندس مسئول بهره‌برداری و نگهداری تجهیزات، همان نقشه‌های As Built نهایی خواهند بود. علاوه بر آن، تمام اطلاعات مربوط به محصولات، مصالح و سیستم‌های نصب شده در پروژه، به‌طور مستقیم به دفترچه راهنمای استفاده از آنها، که مورد استفاده مسئول آن قرار می‌گیرد، مرتبط می‌گردد. این جذابیت مدل‌سازی اطلاعات ساختمان باعث شده که استفاده از آن در تعمیر و نگهداری ساختمان حتی در ساختمان‌های موجود که فاقد مدل هستند با انجام اسکن لیزری از ساختمان به خصوص در مورد ساختمان‌های تاریخی و میراث فرهنگی مورد توجه قرارگرفته‌است که ازجمله این موارد می‌توان به استفاده از آن در تالار بریسبان استرالیا اشاره نمود.